# Thoinot Arbeau

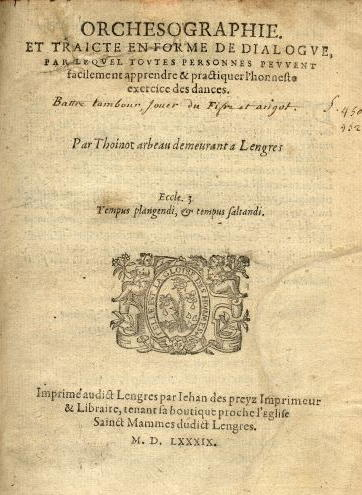
Az Orchésographie címlapja, 1589-es dátummal

Thoinot Arbeau  (valódi neve: Jehan Tabourot) (Dijon, Franciaország, 1519. március 17. – Langres, Franciaország, 1595. július 23.) francia kanonok, koreográfus, író.
Az 1530-ban pappá felszentelt, majd 1547-ben kanonokká kinevezett Arbeau élete nagy részét a Langres katedrálisához tartozó klérusban élte le, ugyanakkor nem egyházi tevékenységéről vált híressé, hanem a társas viselkedést, valamint korának, a késő reneszánsz kornak táncait rendkívüli részletességgel leíró, gazdagon illusztrált könyve, az  Orchésographie  által, oktató célú könyvét Thoinot Arbeau jezsuiták támogatása mellett írta.
Arbeau legismertebb könyve, az Orchésographie kiadásában nem igazi nevét (Jehan Tabourot), hanem neve anagrammáját használta. Könyve a reneszánsz táncok elsődleges forrása, mely többek között az Allemande, Branle, Gaillarde, Pavane lejegyzését, a báltermekben való viselkedést, de még mór eredetű táncok leírását is tartalmazza.
A mű a lexikonok szerint 1588-ban jelent meg, ugyanakkor a könyv borítóján 1589-es kiadási év látható (M D LXXXIX).
A reneszánsz francia költő, Étienne Tabourot, Thoinot Arbeau unokatestvére volt.

## Művei
- Compot et manuel kalendrier... ensuyvant la correction ordonee par nostre Sainct Pere Gregoire XIII, composé par Thoinot Arbeau demeurant en ladicte ville de Lengres... . Langres : Jean des Preys, 19 décembre 1582. 4°, 32 p. Paris Ars : 4° ScA 3397.
- Compot et manuel kalendrier, par lequel toutes personnes peuvent facilement apprendre & sçauoir les cours du Soleil, & de la Lune, & semblablement les festes fixes & mobiles, que l'on doit celebrer en l'Eglise, suyuant la correction ordonee par nostre S. Pere Gregoire XIII. Paris : Jean Richer, 1588. 8°, 47 f. Paris BIU Sainte-Geneviève : 8 V 593 INV 2633 RES (P.1)
- Almanach ou Prognostication des laboureurs[10]
- Orchésographie. Reprint der Ausgabe 1588. Olms, Hildesheim 1989, ISBN 3-487-06697-1
  - Orchésographie / Táncírás; fordította: Markovits Pál; Bogárd és Vidéke, Sárbogárd, 2006, ISBN 963-86639-9-5
  - Orchesographia, avagy A tánc mestersége; fordította: Jeney Zoltán; Prae.hu–Arbeau Art, Budapest–Nagykovácsi, 2009 (Táncmesterek)

## Fordítás
- Ez a szócikk részben vagy egészben  a   Thoinot Arbeau című német Wikipédia-szócikk ezen változatának fordításán alapul.  Az eredeti cikk szerkesztőit annak laptörténete sorolja fel. Ez a jelzés csupán a megfogalmazás eredetét és a szerzői jogokat jelzi, nem szolgál a cikkben szereplő információk forrásmegjelöléseként.